# Devil May Cry (jogo eletrónico)
Devil May Cry (デビル メイ クライ, Debiru Mei Kurai) é um jogo eletrônico de ação-aventura e hack and slash, o primeiro da série Devil May Cry, produzido e publicado pela Capcom em 2001 para o PlayStation 2. A história decorre nos tempos modernos, na ilha fictícia de Mallet, e centra-se em Dante, um caçador de demónios que usa o seu negócio para obter vingança depois de perder a sua mãe e o seu irmão. Acaba por conhecer uma mulher de nome Trish que o leva numa aventura para derrotar Mundus, o Lorde Demónio. O enredo é contado principalmente através de uma mistura de cutscenes, que usam o motor de jogo e vídeos em full motion pré-renderizados. O jogo incorpora o uso de alusões e é vagamente inspirado no poema A Divina Comédia, incluindo o protagonista Dante (nome inspirado em Dante Alighieri), o seu irmão Vergil (Virgil) e Trish (Beatrice Portinari). Apesar do foco principal do jogo ser a luta com espadas, o jogador ganha novas armas à medida que vai derrotando os chefes, resultando numa variedade de combos que pode executar no jogo.
Originalmente concebido em 1999 como Resident Evil 4, Devil May Cry acabou por ser criado como um jogo independente com a sua própria história, isto porque a equipa de produção sentiu que não se iria adequar bem no estilo da série Resident Evil. Devil May Cry recebeu uma ampla cobertura mediática por parte dos media da especialidade devido ao impacto que causou nos jogos de acção, por causa da sua grande dificuldade e pelas pontuações elevadas que recebeu dos críticos profissionais, com muitos a concluírem que é um dos mais inovadores videojogos de sempre.
Muitas vezes citado por ter começado um sub-género dentro dos jogos de acção, o "Combate Extremo", é hoje em dia considerado um marco no género hack and slash e um dos melhores jogos de sempre. O jogo vendeu mais de dois milhões de cópias e o seu sucesso fez com que a Capcom criasse outros jogos Devil May Cry. É um dos títulos presentes no livro 1001 Videojogos Que Tem de Jogar Antes de Morrer.

## Jogabilidade

Dante ataca um inimigo com a espada Alastor. A palavra "Cool!" qualifica o desempenho do jogador em combate.

A jogabilidade de Devil May Cry consiste em vários níveis chamados de "missões", onde os jogadores que controlam Dante, têm de lutar contra vários inimigos, fazer tarefas do tipo plataforma, e ocasionalmente, resolver puzzles ou enigmas para progredir na história. No fim de cada missão o jogador é recompensado com uma letra, conforme o seu desempenho: A, B, C, ou D, e adicionalmente a classe mais alta, S. As classes são dadas ao jogador com base no tempo gasto para completar a missão, nos itens usados, nos danos recebidos, no número de "esferas vermelhas" (a “moeda” do jogo obtida através dos inimigos derrotados) recolhidas e conforme foi o desempenho do jogador em combate no que toca ao "estilo".
O combate "com estilo" é definido quando o jogador faz uma série de ataques sem receber danos, com o desempenho do jogador a ser mostrado através de uma "barra de estilo" no ecrã. Quanto mais danos o jogador consegue fazer, mais completa fica a barra. A barra começa com "Dull"; e vai progredindo através de "Cool", "Bravo" e "Awesome"; com o ponto máximo em "Stylish". Os termos usados na barra são similares às classes atribuídas no fim das missões. Quando o personagem recebe danos, o nível de estilo desce de novo até "Dull". Os jogadores conseguem também manter a sua classe de estilo se gozarem com os inimigos que estejam perto do personagem. O jogador também pode equipar um grande número de armas e de pistolas, adaptadas a diferentes estilos de luta.
O jogador pode transformar temporariamente o personagem numa forma demoníaca, mais poderosa, ao usar a habilidade "Devil Trigger". Ao fazê-lo o personagem recebe poderes conforme a arma que está a usar no momento, assim como muda a sua aparência. A transformação aumenta a força e a defesa, restaura energia lentamente e disponibiliza ataques especiais. É controlado pela barra Devil Trigger, que se gasta quando a habilidade é usada. A barra enche-se quando o jogador ataca e goza com os inimigos na forma normal.
Devil May Cry contém puzzles e outros desafios para além do combate. A história por vezes requer que se encontre itens chave para que o jogador possa avançar, de certa maneira similar aos enigmas dos jogos Resident Evil, assim como zonas opcionais de plataformas e tarefas de exploração para encontrar um número grande de "esferas". As missões secundárias, com o nome "Missões Secretas", estão localizadas e escondidas em zonas fora dos locais de ação. Apesar de não serem obrigatórias, dão como recompensa power-up's permanentes. Normalmente as "Missões Secretas" desafiam o jogador a eliminar um certo número de inimigos de uma maneira especial ou dentro de um tempo limite. As recompensas para todos os enigmas e desafios opcionais vêem em diferentes tipos de "esferas", que dão vários bónus, como vidas extra.

## Enredo
Devil May Cry começa com Dante (voz de Drew Coombs) a ser atacado no seu escritório por uma mulher misteriosa, Trish. Ele impressiona-a ao desviar-se com facilidade do seu ataque, e diz-lhe que ele caça demónios na busca daqueles que mataram a sua mãe e o seu irmão. Ela diz-lhe que o seu ataque foi apenas um teste, e que o demónio imperador Mundus, a quem Dante responsabiliza pela morte da sua família, está a planear regressar. A cena salta depois para a chegada de ambos a um imenso castelo, sobre o qual Trish salta abruptamente e desaparece por cima de um muro alto.
Dante começa a explorar o castelo e encontra os vários inimigos comuns do jogo, as marionetas demoníacas. Também encontra uma nova espada, a Alastor, e batalha contra o seu primeiro chefe, uma enorme aranha/escorpião, a Phantom. Dante vence a batalha, mas naquilo que se torna num tema recorrente, o monstro derrotado reaparece pouco tempo depois num corredor, obrigando Dante a escolher uma fuga apressada ou ter que lutar num local apertado. Depois de mais alguma exploração e combates, Dante defronta um demónio, Nelo Angelo, que impressiona Dante com a sua confiança. O demónio vence, mas de repente foge ao aperceber-se que Dante usa um amuleto partido ao meio, com a fotografia da sua mãe. O demónio volta a atacar por duas vezes, e, eventualmente, é revelado que ele é o irmão gémeo de Dante, Vergil. Depois da morte de Angelo/Vergil, o seu amuleto une-se com o amuleto de Dante e a "Force Edge", a espada por defeito do jogo, que tinha pertencido ao pai dos gémeos, transforma-se na sua forma verdadeira, a espada Sparda.
De seguida, Dante encontra Trish, ela atraiçoa-o e revela-lhe que também ela está a trabalhar para Mundus, mas quando a sua vida começa a correr perigo, Dante decide salvá-la, alegando que apenas fez isso só porque ela é muito parecida com a sua mãe, avisando-a para se manter afastada dele. No entanto, quando ele finalmente confronta Mundus, que está quase a matar Trish, Dante mais uma vez decide salvá-la mas fica lesionado no processo. Mundus tenta acabar com ele, mas Trish coloca-se em frente e recebe o ataque do demónio. Este episódio acaba por libertar todo o poder de Dante, permitindo assim que ele assuma a forma de Sparda. Dante e Mundus então defrontam-se noutro plano da existência.
Dante é vitorioso, e deixa o seu amuleto e sua espada junto ao corpo imóvel de Trish antes de partir. Mundus regressa e encurrala Dante, que agora está de novo na sua força normal, impedindo-o de fugir da ilha; Trish também regressa a dá a Dante o seu poder. Dante derrota Mundus, que promete voltar e governar o mundo humano. Quando Trish tenta pedir desculpa começa a chorar, e Dante diz-lhe que ela está a tornar-se mais humana e não apenas um demónio, porque "os demónios nunca choram". Dante e Trish escapam num avião ao mesmo tempo que a ilha colapsa. Após os créditos, é revelado que Dante e Trish estão trabalhando juntos como parceiros, e deram um novo nome à loja: "Devil Never Cry".

## Produção

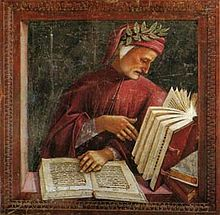
A história do jogo é vagamente inspirada no poema A Divina Comédia por Dante Alighieri.

Sugerido em Dezembro de 1999, Devil May Cry começou por ser a primeira encarnação de Resident Evil 4. Produzido inicialmente para PlayStation 2, o jogo foi realizado por Hideki Kamiya depois do produtor Shinji Mikami pedir-lhe para criar um novo capítulo para a série Resident Evil. Na altura do Ano Novo, Noboru Sugimura, escritor da série, criou o cenário para o título, baseado na ideia de Kamiya de criar um jogo de acção com muito estilo. A história tinha como base desvendar o mistério do corpo do protagonista "Tony", um homem invencível, com perícia e intelecto que excedia das pessoas normais e cujas habilidades super-humanas eram explicadas pela biotecnologia. Kamiya sentiu que o personagem visto de um ângulo fixo, não parecia suficiente bravo e heróico nas batalhas, e assim decidiu abandonar o sistema de câmara fixa dos jogos anteriores da franquia Resident Evil, optando por um sistema de câmaras dinâmico. Com esta nova opção a equipa teve de se deslocar à Europa, onde ficaram onze dias no Reino Unido e em Espanha, a fotografar coisas como estátuas, tijolos e pavimentos góticos para serem usados nas texturas.
Apesar dos produtores tentaram fazer com que o tema "muito estilo" entrasse no mundo de Resident Evil, Mikami sentiu que o jogo já estava a fugir muito às raízes do género survival horror e gradualmente convenceu os membros da equipa a fazer um jogo independente da série. Kamiya acabou eventualmente por reescrever a história para esta se situar num mundo povoado por demónios e mudando também o nome do herói para "Dante", inspirado em Dante Alighieri, um famoso poeta italiano do século XIII que escreveu o poema Divina Commedia, um épico sobre uma viagem através do inferno. A personalidade de Dante foi inspirada no personagem principal da série manga Cobra. Kamiya criou a sua ideia de Dante naquilo que para ele tem estilo e é "cool": usar um casaco longo e ser não fumador. Dante veste-se de vermelho porque no Japão é a cor tradicional das figuras heróicas. Kamiya também observou que Dante é um "personagem com a qual gostarias de tomar um copo", que não se exibe mas que ao invés disso "diz piadas rídiculas e maliciosas" de forma a atrair pessoas para ele. Kamiya refere que este aspeto de Dante serviu para tornar o personagem mais familiar para com o público. O elenco de personagens permaneceu em grande maioria idêntico ao cenário idealizado por Sugimura, apesar das aparições dos pais do herói terem sido escritas fora da história principal. O novo título do jogo, Devil May Cry, foi revelado em Novembro de 2000. O jogo foi produzido pelo Team Little Devils, um grupo de alguns membros da equipa do estúdio Capcom Production Studio 4.
Muitos dos elementos da jogabilidade foram parcialmente inspirados no jogo Onimusha: Warlords. Durante um jogo-teste, Kamiya descobriu que alguns inimigos permaneciam no ar se fossem atacados repetidamente, o que levou à inclusão em Devil May Cry de malabarismos com armas de fogo e ataques de espada. De acordo com o director, desde o início que Devil May Cry foi desenhado a partir das acrobacias e das habilidades de combate de Dante. A decisão foi tomada já numa fase tardia da produção, para que o jogo mudasse assim para uma espécie de avanço por missões, em vez de uma estrutura em mundo aberto dos jogos Resident Evil. De acordo com Kamiya, a dificuldade de Devil May Cry foi intencional, ao qual chamou o seu "desafio para aqueles que jogam jogos ligeiros, casuais."

### Música
Devil May Cry Original Soundtrack é um álbum que contém a banda sonora oficial do jogo Devil May Cry. Inicialmente, a Capcom estava muito relutante em editar a banda sonora devido a preocupações de que o produto poderia ter poucas vendas. Como teste de mercado, foi decido colocar o álbum à venda como pré-reserva. Depois de se conseguir o número de reservas mínimas, a banda sonora foi finalmente editada a 15 de Outubro de 2004, no mesmo dia que a de Devil May Cry 2. O álbum foi lançado num conjunto de 2xCD com 73 faixas, com Masami Ueda, Misao Senbongi e Masato Koda creditados como compositores. A primeira edição incluía ainda o livro de banda desenhada Devil May Cry.
Lista de faixas
| Disco um (62:33) |                                                       |         |
| --- | ----------------------------------------------------- | ------- |
| \| N.º \| Título \| Duração \| \| --- \| ----------------------------------------------------- \| ------- \| \| 1. \| "Let's Rock! (Title)" \| 0:19 \| \| 2. \| "The Theme of Sparda - Devil Sunday (Sparda's Theme)" \| 0:42 \| \| 3. \| "EV-01 (Opening)" \| 3:15 \| \| 4. \| "GM-01 (Mission Start)" \| 1:42 \| \| 5. \| "ST-01 (Old Castle Stage)" \| 3:52 \| \| 6. \| "PUBIC ENEMY (Regular Battle 1)" \| 2:50 \| \| 7. \| "GM-02 (Continue)" \| 1:30 \| \| 8. \| "EV-02 (Alastor Acquired)" \| 1:25 \| \| 9. \| "GM-03 (Image of the God of Space-Time)" \| 2:57 \| \| 10. \| "ST-02 (Cathedral)" \| 3:56 \| \| 11. \| "EV-03 (Sin Scissors Appears)" \| 0:39 \| \| 12. \| "ST-03 (Ocean Floor Stage)" \| 1:13 \| \| 13. \| "Red-hot Juice (Phantom Appears)" \| 2:17 \| \| 14. \| "Psycho Siren (Mid-Boss Battle)" \| 1:40 \| \| 15. \| "EV-04 (Nelo Angelo Appears)" \| 1:09 \| \| 16. \| "Ultra Violet (Nelo Angelo Battle)" \| 3:21 \| \| 17. \| "EV-05 (Dante Cornered)" \| 0:43 \| \| 18. \| "ST-04 (Beneath Old Castle Stage)" \| 3:41 \| \| 19. \| "EV-06 (Beelzebub Appears)" \| 0:27 \| \| 20. \| "EV-07 (Phantom Appears)" \| 0:50 \| \| 21. \| "EV-08 (Traces of Sparda)" \| 1:23 \| \| 22. \| "Lock & Load (Blade Appears - Regular Battle 2)" \| 2:43 \| \| 23. \| "EV-09 (Ifrit Acquired)" \| 0:27 \| \| 24. \| "Flock Off! (Griffon Appears - Battle)" \| 2:44 \| \| 25. \| "EV-10 (Fetish Appears)" \| 0:43 \| \| 26. \| "ST-05 (Green Garden)" \| 2:41 \| \| 27. \| "EV-11 (Nelo Angelo Appears - Battle Ver. 2)" \| 0:35 \| \| 28. \| "EV-12 (Ghost Ship - Setting Sail)" \| 0:27 \| \| 29. \| "EV-13 (Griffon Appears - Battle Ver. 2)" \| 1:18 \| \| 30. \| "EV-14 (Ghost Ship - Sinking)" \| 0:33 \| \| 31. \| "ST-06 (Underwater Stage)" \| 2:18 \| \| 32. \| "ST-07 (Colosseum)" \| 4:05 \| \| 33. \| "EV-15 (Griffon Appears - Battle Ver. 3)" \| 0:29 \| \| 34. \| "EV-16 (Swearing On My Father's Name)" \| 2:02 \| \| 35. \| "GM-04 (Mission Clear)" \| 1:21 \| |                                                       |         |
| N.º | Título                                                | Duração |
| 1. | "Let's Rock! (Title)"                                 | 0:19    |
| 2. | "The Theme of Sparda - Devil Sunday (Sparda's Theme)" | 0:42    |
| 3. | "EV-01 (Opening)"                                     | 3:15    |
| 4. | "GM-01 (Mission Start)"                               | 1:42    |
| 5. | "ST-01 (Old Castle Stage)"                            | 3:52    |
| 6. | "PUBIC ENEMY (Regular Battle 1)"                      | 2:50    |
| 7. | "GM-02 (Continue)"                                    | 1:30    |
| 8. | "EV-02 (Alastor Acquired)"                            | 1:25    |
| 9. | "GM-03 (Image of the God of Space-Time)"              | 2:57    |
| 10. | "ST-02 (Cathedral)"                                   | 3:56    |
| 11. | "EV-03 (Sin Scissors Appears)"                        | 0:39    |
| 12. | "ST-03 (Ocean Floor Stage)"                           | 1:13    |
| 13. | "Red-hot Juice (Phantom Appears)"                     | 2:17    |
| 14. | "Psycho Siren (Mid-Boss Battle)"                      | 1:40    |
| 15. | "EV-04 (Nelo Angelo Appears)"                         | 1:09    |
| 16. | "Ultra Violet (Nelo Angelo Battle)"                   | 3:21    |
| 17. | "EV-05 (Dante Cornered)"                              | 0:43    |
| 18. | "ST-04 (Beneath Old Castle Stage)"                    | 3:41    |
| 19. | "EV-06 (Beelzebub Appears)"                           | 0:27    |
| 20. | "EV-07 (Phantom Appears)"                             | 0:50    |
| 21. | "EV-08 (Traces of Sparda)"                            | 1:23    |
| 22. | "Lock & Load (Blade Appears - Regular Battle 2)"      | 2:43    |
| 23. | "EV-09 (Ifrit Acquired)"                              | 0:27    |
| 24. | "Flock Off! (Griffon Appears - Battle)"               | 2:44    |
| 25. | "EV-10 (Fetish Appears)"                              | 0:43    |
| 26. | "ST-05 (Green Garden)"                                | 2:41    |
| 27. | "EV-11 (Nelo Angelo Appears - Battle Ver. 2)"         | 0:35    |
| 28. | "EV-12 (Ghost Ship - Setting Sail)"                   | 0:27    |
| 29. | "EV-13 (Griffon Appears - Battle Ver. 2)"             | 1:18    |
| 30. | "EV-14 (Ghost Ship - Sinking)"                        | 0:33    |
| 31. | "ST-06 (Underwater Stage)"                            | 2:18    |
| 32. | "ST-07 (Colosseum)"                                   | 4:05    |
| 33. | "EV-15 (Griffon Appears - Battle Ver. 3)"             | 0:29    |
| 34. | "EV-16 (Swearing On My Father's Name)"                | 2:02    |
| 35. | "GM-04 (Mission Clear)"                               | 1:21    |

| Disco dois (71:07) |                                                                          |         |
| --- | ------------------------------------------------------------------------ | ------- |
| \| N.º \| Título \| Duração \| \| --- \| ------------------------------------------------------------------------ \| ------- \| \| 1. \| "GM-05 (Mission Start)" \| 1:36 \| \| 2. \| "Karnival (Nighttime Old Castle Stage - Plasma Appears)" \| 3:26 \| \| 3. \| "Mental Machine (Nightmare Battle)" \| 3:07 \| \| 4. \| "ST-08 (Nightmare Space)" \| 2:01 \| \| 5. \| "Anarchy in the U.W. (Battle in Hell)" \| 2:32 \| \| 6. \| "Super Ultra Violet (Nelo Angelo Appears - Battle Ver. 3)" \| 3:45 \| \| 7. \| "EV-17 (The Truth)" \| 0:50 \| \| 8. \| "EV-18 (Magic Sword Sparda Acquired)" \| 0:34 \| \| 9. \| "Evil Vacuum (Hell)" \| 4:18 \| \| 10. \| "EV-19 (Nobody Appears)" \| 0:21 \| \| 11. \| "EV-20 (Magic Nightmare Barrier - Battle)" \| 0:53 \| \| 12. \| "EV-21 (Betrayal)" \| 0:35 \| \| 13. \| "The Theme of Eva (Eva's Theme)" \| 1:20 \| \| 14. \| "Final Penetration (Hell Stage)" \| 3:40 \| \| 15. \| "ST-09 (Hell's Great Temple)" \| 1:59 \| \| 16. \| "EV-22 (A Scheme)" \| 1:30 \| \| 17. \| "EV-23 (Demon Emperor Mundus Appears)" \| 0:40 \| \| 18. \| "EV-24 (A Mother's Revenge)" \| 0:42 \| \| 19. \| "EV-25 (Awakening)" \| 0:18 \| \| 20. \| "Legendary Battle (Demon Emperor Mundus Battle 1: In the Sky)" \| 4:41 \| \| 21. \| "EV-26 (Dante Falls to the Earth)" \| 0:12 \| \| 22. \| "Legendary Battle Ver. 2 (Demon Emperor Mundus Battle 2: On the Ground)" \| 3:05 \| \| 23. \| "EV-27 (Collapse of the Demon Emperor Mundus)" \| 0:19 \| \| 24. \| "The Theme of Trish (Trish's Theme)" \| 1:34 \| \| 25. \| "Bloody Bladder (Escape from Hell)" \| 2:07 \| \| 26. \| "EV-28 (Demon Emperor Mundus Again)" \| 0:37 \| \| 27. \| "ST-10 (Demon Emperor Mundus Battle 3: Underground)" \| 2:47 \| \| 28. \| "EV-29 (Mother's Voice - Trish Appears)" \| 1:10 \| \| 29. \| "EV-30 (Reunion - A Moment Before Death)" \| 1:25 \| \| 30. \| "I'm Coming! (Escape)" \| 0:44 \| \| 31. \| "Blue Orgasm (Blue Heavens)" \| 1:12 \| \| 32. \| "Dante & Trish ~ Seeds of Love (Staff Roll)" \| 4:03 \| \| 33. \| "Pillow Talk (Ranking Ver. 1)" \| 2:14 \| \| 34. \| "Pillow Talk Again (Ranking Ver. 2)" \| 2:14 \| \| 35. \| "GM-06 (Game Over)" \| 0:46 \| \| 36. \| "Super Public Enemy (Sparda Battle 1)" \| 2:32 \| \| 37. \| "S (Sparda Battle 2)" \| 2:09 \| \| 38. \| "Lock & Load Original" \| 2:51 \| |                                                                          |         |
| N.º | Título                                                                   | Duração |
| 1. | "GM-05 (Mission Start)"                                                  | 1:36    |
| 2. | "Karnival (Nighttime Old Castle Stage - Plasma Appears)"                 | 3:26    |
| 3. | "Mental Machine (Nightmare Battle)"                                      | 3:07    |
| 4. | "ST-08 (Nightmare Space)"                                                | 2:01    |
| 5. | "Anarchy in the U.W. (Battle in Hell)"                                   | 2:32    |
| 6. | "Super Ultra Violet (Nelo Angelo Appears - Battle Ver. 3)"               | 3:45    |
| 7. | "EV-17 (The Truth)"                                                      | 0:50    |
| 8. | "EV-18 (Magic Sword Sparda Acquired)"                                    | 0:34    |
| 9. | "Evil Vacuum (Hell)"                                                     | 4:18    |
| 10. | "EV-19 (Nobody Appears)"                                                 | 0:21    |
| 11. | "EV-20 (Magic Nightmare Barrier - Battle)"                               | 0:53    |
| 12. | "EV-21 (Betrayal)"                                                       | 0:35    |
| 13. | "The Theme of Eva (Eva's Theme)"                                         | 1:20    |
| 14. | "Final Penetration (Hell Stage)"                                         | 3:40    |
| 15. | "ST-09 (Hell's Great Temple)"                                            | 1:59    |
| 16. | "EV-22 (A Scheme)"                                                       | 1:30    |
| 17. | "EV-23 (Demon Emperor Mundus Appears)"                                   | 0:40    |
| 18. | "EV-24 (A Mother's Revenge)"                                             | 0:42    |
| 19. | "EV-25 (Awakening)"                                                      | 0:18    |
| 20. | "Legendary Battle (Demon Emperor Mundus Battle 1: In the Sky)"           | 4:41    |
| 21. | "EV-26 (Dante Falls to the Earth)"                                       | 0:12    |
| 22. | "Legendary Battle Ver. 2 (Demon Emperor Mundus Battle 2: On the Ground)" | 3:05    |
| 23. | "EV-27 (Collapse of the Demon Emperor Mundus)"                           | 0:19    |
| 24. | "The Theme of Trish (Trish's Theme)"                                     | 1:34    |
| 25. | "Bloody Bladder (Escape from Hell)"                                      | 2:07    |
| 26. | "EV-28 (Demon Emperor Mundus Again)"                                     | 0:37    |
| 27. | "ST-10 (Demon Emperor Mundus Battle 3: Underground)"                     | 2:47    |
| 28. | "EV-29 (Mother's Voice - Trish Appears)"                                 | 1:10    |
| 29. | "EV-30 (Reunion - A Moment Before Death)"                                | 1:25    |
| 30. | "I'm Coming! (Escape)"                                                   | 0:44    |
| 31. | "Blue Orgasm (Blue Heavens)"                                             | 1:12    |
| 32. | "Dante & Trish ~ Seeds of Love (Staff Roll)"                             | 4:03    |
| 33. | "Pillow Talk (Ranking Ver. 1)"                                           | 2:14    |
| 34. | "Pillow Talk Again (Ranking Ver. 2)"                                     | 2:14    |
| 35. | "GM-06 (Game Over)"                                                      | 0:46    |
| 36. | "Super Public Enemy (Sparda Battle 1)"                                   | 2:32    |
| 37. | "S (Sparda Battle 2)"                                                    | 2:09    |
| 38. | "Lock & Load Original"                                                   | 2:51    |

## Recepção

### Recepção critica
Devil May Cry recebeu uma ampla cobertura mediática por parte da indústria dos videojogos devido ao impacto que causou no género dos jogos de ação, à sua dificuldade elevada e pela aclamação critica que recebeu dos críticos profissionais, com vários websites da especialidade a elogiarem Devil May Cry tipicamente no que toca às inovações na jogabilidade, ação, visuais, o controlo da câmara e o ambiente gótico. Pelas mesmas razões, o jogo também foi muito elogiado nas análises feitas pelas revistas da especialidade. A Game Informer resumiu a sua análise ao dizer que o jogo "faz com que Resident Evil pareça um 'zombie' lento". A GameSpy elogiou o conceito e as personagens, o desenho dos níveis (incluindo a arquitetura) e o sistema de armas e conclui dizendo que Devil May Cry "é até agora, o maior assalto aos teus sentidos feito no PS2". A IGN disse que Devil May Cry "é obrigatório para o sistema [PS2]" e refere que é "uma obra de arte pura, e que à medida que vai progredindo fica melhor, mais profundo e mais difícil." A Eurogamer diz que apesar de acabar o jogo em cerca de seis horas "o fato é que, tudo neste jogo é ainda melhor da segunda vez que o jogas do que na primeira". A GameSpot também se refere à duração mas que apesar de tudo "vais adorar cada segundo". O UOL Jogos refere que "visualmente, Devil May Cry é certamente um jogo dos mais bonitos [...] repleto de detalhes e a direção de arte mistura elementos antigos e modernos".
No entanto, o jogo também foi alvo de crítica. A Next Generation questionou se o nível de dificuldade não seria apenas para prolongar o tempo de duração do jogo. A Electric Playground apontou para o esquema de controlos pouco usual e sobre a falta de opções de configuração. A GameSpy citou o mau comportamento da câmara "com mente própria", a curva de aprendizagem dos controlos, e alguns erros nos aspectos gráficos. A GameSpot criticou a conclusão do jogo, porque durante o clímax da história a jogabilidade muda drasticamente, ficando com um aspecto de estilo shooter; também criticou a dificuldade e a história relativamente curta. O UOL Jogos também criticou a curva de aprendizagem muito difícil e que as missões secundárias e os quebra-cabeças quebram demasiado o ritmo do jogo. Por fim, Mike Doolittle da GameCritics achou que a história é curta e que os personagens estão subdesenvolvidos.
É muito frequente encontrar Devil May Cry em listas dos "Melhores Jogos de Sempre". A Empire, por exemplo, colocou Devil May Cry em #57 no seu "Top 100 dos Melhores Jogos de Sempre", a IGN posicionou-o em #42 no "Top 100 de Jogos para PlayStation 2". e em 2006 a revista Electronic Gaming Monthly colocou-o em 161.º na lista dos "200 Grandes Jogos do Seu Tempo".[carece de fontes?] Gamefury colocou Devil May Cry na posição #31 na sua lista dos 40 Melhores Jogos de Sempre para Consolas. Devil May Cry é um dos títulos presentes no livro 1001 Video Games You Must Play Before You Die (1001 Videojogos Que Tem de Jogar Antes de Morrer).
Dante também recebeu muitos elogios, acabando por se tornar um dos mais famosos personagens da indústria.

### Recepção comercial
As boas vendas de Devil May Cry acabaram por desempenhar um papel central no crescimento da consola PlayStation 2. Recebeu o prémio "Ouro" da Entertainment and Leisure Software Publishers Association (ELSPA), indicando vendas de pelo menos 200,000 copias no Reino Unido. Em julho de 2006, Devil May Cry já tinha vendido mais de 1.1 milhão de copias nos Estados Unidos, lucrando $38 milhões. A revista Next Generation colocou-o na posição #48 na lista de jogos mais vendidos para PlayStation 2, Xbox ou GameCube, entre janeiro de 2000 e julho de 2006 naquele pais. As vendas combinadas da série Devil May Cry acabariam por chegar aos 2 milhões de unidades nos Estados Unidos em julho de 2006.
Devil May Cry acabaria por eventualmente vender mais de 2.16 milhões de unidades, recebendo por isso o título ‘Platina’ da Capcom.

### Legado
Devil May Cry gerou uma sequela, Devil May Cry 2 e outro jogo com acontecimentos anteriores, Devil May Cry 3: Dante's Awakening; cada um a vender mais de um milhão de cópias. Um quarto jogo, Devil May Cry 4, foi lançado em Fevereiro de 2008 para PlayStation 3, Xbox 360 e PC. Em Fevereiro de 2009, todos os jogos contabilizavam no total cerca de 2,48 milhões de copias vendidas. Foi relançado em Abril de 2012 para PlayStation 3 e Xbox 360 como parte da compilação Devil May Cry: HD Collection. Em Janeiro de 2013 foi dado um novo recomeço à série com o lançamento do jogo DmC: Devil May Cry produzido pela Ninja Theory. Um sexto jogo, Devil May Cry 5, foi lançado para Microsoft Windows, PlayStation 4 e Xbox One em março de 2019. Em junho de 2019 foi lançada uma edição portada de Devil May Cry para Nintendo Switch, marcando a primeira vez que um jogo da série é lançado num sistema Nintendo.
A partir de Devil May Cry também se criou dois romances gráficos escritos por Shinya Goikeda, e uma série de animação.[carece de fontes?] Em Outubro de 2004, três anos depois do lançamento, a banda sonora com a música do jogo foi editada juntamente com a de Devil May Cry 2. Surgiram planos para um título para a PlayStation Portable, com o nome Devil May Cry Series, bem como também foi anunciada uma adaptação cinematográfica. No entanto, em 2009, foi confirmado que a versão para PlayStation Portable de Devil May Cry tinha sido cancelada. Uma nova série de animação está actualmente a ser produzida por Adi Shankar.
Devil May Cry é muitas vezes citado por ter influenciado todo o gênero dos jogos de ação em 3D. O jogo também é descrito por ter sido o primeiro a capturar com "sucesso, o estilo implacável de jogabilidade fluída, que existe em muitos dos jogos de ação clássicos em 2D". A série se tornou padrão com o qual outros jogos de ação em 3D seriam comparados, sua influência é dita ter trazido o foco em heróis poderosos a lutar contra ondas de inimigos, combate extreme e sempre com estilo e um vasto arsenal, tais comparações incluem críticas a jogos como God of War, Bayonetta, Chaos Legion, Blood Will Tell e Darksiders. Kamiya considera que o seu jogo Bayonetta (2009) se inspirou a partir de Devil May Cry, isto apesar de referir que na altura em que o estava a produzir estava a jogar Devil May Cry 4.
Em 2017 em entrevista à revista japonesa Dengeki PlayStation, Kamiya expressou interesse em criar um remake de Devil May Cry.